# Alba Rey García
Alba Rey García (* 29. Juni 2002) ist eine spanische Tennisspielerin.

## Karriere
Rey García begann mit sechs Jahren das Tennisspielen und bevorzugt Sandplätze. Sie spielt bislang vorrangig auf der ITF Women’s World Tennis Tour und gewann bisher jeweils einen Einzel- und Doppeltitel.
2019 qualifizierte sie sich im Juli für das Hauptfeld im Dameneinzel des World Tennis Tour Ciudad de Vitoria Femenino, wo sie in der ersten Runde Feng Shuo mit 5:7 und 2:6 unterlag.
2020 stand sie im Februar im Finale des W15 in Palmanova, das sie mit 3:6 und 1:6 gegen Anna Sisková verlor.
2022 gewann sie Anfang Dezember ihren ersten ITF-Titel im Einzel und stand eine Woche später nochmals im Finale des W15 in Valencia, wo sie Tiantsoa Sarah Rakotomanga Rajaonah mit 3:6, 6:4 und 3:6 unterlag.
2025 stand sie im März im Finale des W15 in Iraklio, das sie mit 6:2, 1:6 und 1:6 gegen Rossiza Dentschewa verlor.

## Turniersiege

### Einzel
| Nr. | Datum            | Turnier  | Kategorie | Belag | Finalgegnerin        | Ergebnis |
| --- | ---------------- | -------- | --------- | ----- | -------------------- | -------- |
| 1.  | 4. Dezember 2022 | Valencia | ITF W15   | Sand  | Claudia Hoste Ferrer | 6:2, 6:0 |

### Doppel
| Nr. | Datum        | Turnier | Kategorie | Belag | Partnerin              | Finalgegnerinnen                | Ergebnis |
| --- | ------------ | ------- | --------- | ----- | ---------------------- | ------------------------------- | -------- |
| 1.  | 17. Mai 2025 | Monzón  | ITF W15   | Sand  | María Martínez Vaquero | Joy de Zeeuw Ranah Akua Stoiber | 6:4, 6:2 |